# Enrique Satué
Enrique Satué Oliván (Sabiñánigo, 30 de julio de 1955) es un maestro, profesor y escritor aragonés natural de Sabiñánigo (Alto Gállego), hijo de padres emigrados de Sobrepuerto. 

## Biografía
Es licenciado, con premio extraordinario, en Filosofía y Letras y doctor en Geografía e Historia, también con premio extraordinario, con Antonio Beltrán Martínez como director de la tesis titulada "Las romerías de Serrablo" (1988). Además es autor de varios ensayos sobre historia y etnología del Alto Aragón, especialmente, de la tierra natal de su familia en el Sobrepuerto. 
Fue el director del Museo Ángel Orensanz y Artes del Serrablo de Sabiñánigo desde 1988 hasta 2007.
Actualmente jubilado, fue director del Centro de Profesores y Recursos de la Diputación General de Aragón en Huesca e impartió clases del Máster en Museos de la Universidad de Zaragoza. Su tesis doctoral, titulada «Religiosidad popular y romerías en el Pirineo», ganó el tercer premio del certamen Premios de Investigación Cultural Marqués de Lozoya en 1988.
Es miembro de la Asociación de Amigos del Serrablo, con la cual ha escrito también algunas de sus obras y de cuya Junta de Organización ha sido miembro durante años. Es primo-hermano de José María Satué Sanromán, por parte de su padre, que era de casa Ferrer de Escartín. Su madre era de casa Juan Antonio de Ainielle.

## Obras
La obra bibliográfica de Satué es profusa en ensayo divulgativo. También incluye libros de relatos y literatura infantil. Las obras más literarias toman siempre cosas de la realidad, muy especialmente del mundo rural altoaragonés que apasiona al autor, haciendo de la literatura-ficción otra forma de transmitir la cultura tradicional. En algunos de sus obras hay contenidos capítulos, textos o poemas escritos en aragonés.
- Artesanía de Serrablo (1983), junto con José Garcés Romeo y Julio Gavín Moya.
- El Pirineo abandonado (1984)
- Las romerías de Santa Orosia (1988), tesis de licenciatura.
- Arquitectura popular de Serrablo (1991), junto con J. Garcés y J. Gavín.
- Religiosidad popular y romerías en el Pirineo (1991), tesis doctoral.
- Pedrón, el diablo del museo de Serrablo (1994).
- El Pirineo contado (1995).
- Cabalero. Un viejo pastor del Pirineo (1996).
- Tfarrah. El Sáhara desde aquí (1999).
- Caldearenas. Un viaje por la Escuela y el Magisterio rural (2000).
- Pirineo adentro (2003).
- Los niños del frente (2003).
- Ainielle, la memoria amarilla (2003).
- Fray Distinto de Somport (2004).
- Pirineo de Boj (2005).
- Aquel Pirineo (2005).
- As Crabetas. Libro-museo sobre la infancia tradicional del Pirineo (2011).
- El Pirineo contado (2014).
- Siente. Testimonios de aquel Pirineo (2016). Un libro CD.[3]

El libro El Pirineo abandonado de Satué, de 1983, fue decisivo para que Julio Llamazares escribiera su conocida novela La lluvia amarilla, ambientado en Ainielle, según ha confesado el escritor leonés. Desde las primeras cartas (cuando Llamazares todavía escribía su novela) los dos autores han seguido reencontrándose y  guardan amistad. Llamazares firma el prólogo a la edición por PRAMES de la obra Ainielle, el recuerdo amarillo (2003) de Satué.

## Legado sonoro
El Gobierno de Aragón recibió un legado sonoro de casi 3000 grabaciones realizadas por Satué que se conservan en SIPCA dentro del así llamado "El Pirineo contado: Archivo sonoro de Enrique Satué". Durante varios años, y recorriendo toda la cordillera pirenaica, fue realizando entrevistas a sus habitantes sobre el paisaje, creencias, labores y fiestas, «del ciclo de vida, de guerras y pantanos...»

## Premios y homenajes
- 2004: Cruz "José de Calasanz" al mérito educativo. Consejería de Educación del Gobierno de Aragón.